# 久世七曜会
久世七曜会（くぜしちようかい）とは、1985年に久世浩が設立した、殺陣師・アクション俳優が所属する団体である。

## 久世浩
本名・伊藤 恒夫（いとう つねお）。岩手県出身。久世竜に師事し、1988年（昭和63年）末に二代目久世を襲名する。2025年3月23日午前、肺炎のため東京都の病院で死去した。79歳没。

## 現在のメンバー
- 夏坂祐輝 - 殺陣師
- 田中輝彦
- 谷口公一
- 小林蘭
- 大岩匡
- 西村正明
- 横山恒平